# عبد الرحمن الريو
عبد الرحمن الريو (بالإنجليزية: Abdurahman Al-Rio)؛ مواليد 15 مايو 1994 في جدة، السعودية، هو لاعب كرة قدم سعودي يلعب لنادي أبها.

## مسيرة اللاعب
لعب في نادي الاتحاد ونادي الحزم و نادي الوحدة و نادي ضمك و الفيصلي و الأخدود ونادي أبها.

## وصلات خارجية
- عبد الرحمن الريو على موقع Soccerway.com (الإنجليزية)